# كارتون نتورك (كندا)
كارتون نتورك هي قناة تلفزيونية كندية للأطفال، يقع مقرها في تورونتو، وتقدم القناة برامج الأطفال، وقد أطلقت في 4 يونيو 2012.